# Segelfluggelände Pömetsried

i7
i11
i13
Das Segelfluggelände Pömetsried, auch als Segelfluggelände Ohlstadt oder Segelfluggelände Ohlstadt Pömetsried bezeichnet, liegt in der Gemeinde Ohlstadt im Landkreis Garmisch-Partenkirchen in Oberbayern, etwa 3 km nördlich von Ohlstadt, im Tal der Loisach im Nordosten der Ammergauer Alpen und im Norden des Estergebirges.

## Flugbetrieb
Das Segelfluggelände besitzt eine 880 m lange, asphaltierte Start- und Landebahn sowie ein 935 m langes Segelfluglandefeld aus Gras. Es finden Windenbetrieb und Flugzeugschlepp mit Segelflugzeugen statt. Das Segelfluggelände ist außer für Segelflugzeuge auch für Ultraleichtflugzeuge, Motorsegler und Schleppflugzeuge freigegeben. Nicht am Platz stationierte Motorsegler und Ultraleicht-Schleppflugzeuge benötigen für Landungen eine vorherige Genehmigung (PPR) durch den Flugplatzbetreiber. Die Genehmigung des Betriebs erfolgte am 10. Februar 2005.
Der Flugplatz liegt direkt an der A 95 und ist von München und Garmisch-Partenkirchen aus über diese zu erreichen.
Während der G7-Gipfel auf Schloss Elmau in den Jahren 2015 und 2022 war der Flugplatz Standort der Hubschrauberstaffel der Bundespolizei, die u. a. für den Transport der Gipfelteilnehmer zwischen dem Flughafen München und Schloss Elmau zuständig war.
Seit März 2021 wird direkt an der Start- und Landebahn das Restaurant „Zum Segelflieger“ betrieben.